# Senobasis aedon
Senobasis aedon là một loài ruồi trong họ Asilidae. Senobasis aedon được Walker miêu tả năm 1849.